# Verestóy Ilona
Verestóy Ilona (Brassó, 1928. december 30. – 2008. december 19.) erdélyi magyar zenepedagógus, zenei szakíró, tankönyvszerkesztő.

## Életútja
Középiskoláit 1948-ban Sepsiszentgyörgyön, a Székely Mikó Kollégiumban, főiskolai tanulmányait Kolozsváron, a Gh. Dima Zenekonzervatóriumban (1949–52), majd Bukarestben (1960–62) végezte. Zenetanár Marosvásárhelyen, az Unirea Középiskolában (1957–65), majd a Művészeti Líceumban (1965–84). Zenepedagógiai tevékenysége mellett két tanéven át (1975–77) szerkesztette a Marosvásárhelyi Rádióban A rádió énekórája című műsort, 1974–84 között pedig ugyanott beszámolókat, interjúkat készített a Marosvásárhelyi Filharmónia hangversenyeivel kapcsolatosan. A zenetanárok Maros megyei módszertani körének felelőseként 1973–75 között számos jeles zeneszerző, pedagógus (Nagy István, Márkos Albert, Jagamas János, Zoltán Aladár, Szász Károly, Szabó Csaba, Bretter György) tartott itt meghívására zenei tárgyú előadást. Közreműködött a marosvásárhelyi Népi Alkotások Háza népdalfüzeteinek kiadásában (Tiszta búzából. Nyárádköszvényesi népdalok. 1970).
Zenei vonatkozású írásai, hangversenykrónikái, zenekritikái 1956-tól a Vörös Zászló, Tanügyi Újság, A Hét és Művelődés hasábjain jelentek meg.

## Tankönyvszerkesztései
- Ének–zene tankönyv a III. osztály számára (Bukarest, 1972);
- Ének–zene tankönyv a VIII. osztály számára (Bukarest, 1974);
- Ének–zene tankönyv a VIII. osztály számára (Halmos Katalinnal és Pálffi Évával, Bukarest, 1983). Ezeket a tankönyveit 1990–95 között újra kiadták.
- Brandner Nórával és Nagy Katalinnal összeállította az ének–zene tanítás tantervét az általános iskolák I–IV. osztálya számára (Bukarest, 1972);
- Az ének–zene tanítása című fejezet szerzője a tanítóképzők számára kiadott Módszertani alapfogalmak az ének, rajz, testnevelés, kézimunka tanítására című segédkönyvben (Bukarest, 1980).